# Шогенцуков, Адам Огурлиевич
Адам Огурлиевич Шогенцуков (кабард.-черк. Шоджэнцӏыкӏу Угъурлы и къуэ Ӏэдэм; 31 августа (13 сентября) 1916 — 5 мая 1995) — кабардинский поэт, прозаик, драматург и публицист. Народный поэт Кабардино-Балкарской АССР (1969). Писал на родном и русском языках.

## Биография
Адам Шогенцуков родился 31 августа (13 сентября) 1916 года в селе Кучмазукино (ныне город Баксан) Нальчикского округа Терской области Российской империи.
Учился в начальной сельской школе. Окончил факультет языка и литературы Кабардино-Балкарского университета в 1940 году. Начал печататься в 1938 году, а в 1939 году за цикл стихов был принят в Союза писателей СССР.
С ноября 1941 года и до окончания войны Адам Огурлиевич сражался на фронтах Великой Отечественной, прошёл с боями от Кавказа до Праги, Будапешта и Вены.
После демобилизации Адам Шогенцуков был старшим научным сотрудником КНИИ, преподавателем КГПИ, слушателем высших литературных курсов при Литературном институте им. Горького, затем главным редактором журнала «Ошхамахо». В течение многих лет был Председателем правления Союза писателей Кабардино-Балкарской Республики (1951-54, 1956-58, с 1970).
Адаму Шогенцукову принадлежат поэтические сборники «От сердца к сердцу» (1962), «Предгрозье» (1966), «Доброта земли» (1974), «Земная радость» (1977), «След в сердце» (1980), «Дороги» (1981), «Поющее зерно» (1986), «Всю ночь шел дождь» (1991) и известные повести «Весна Софият» (1955), «Назову твоим именем» (1970), «Светлое окно» (1984), а также рассказы «Встреча», «Погожая осень», «Ложь без ног», «Обида Куны».
Им были написаны и поставлены на сцене национального театра пьесы «Мадина», «Влюбленные», «Любовь и мужество».
Известен Адам Шогенцуков и как переводчик русской и зарубежной классики. В поэзии им переведены на кабардинский язык произведения Навои, Пушкина, Лермонтова, Некрасова; перевел он на родной язык пьесы Шекспира и Лопе де Вега.

## Переводы на русский язык
- Весна Софият. М., 1956.
- Предгрозье. М., 1966
- Назову твоим именем. М., 1972
- Тебе, мой друг. М., 1973
- Земная радость. Стихи и поэмы. Из-во Советская Россия. Москва 1977. Перевод с кабардинского Семена Липкина, М. Петровых, В. Звягинцевой, А. Наймана, К. Арсеньевой, Наума Гребнева, И. Кашежевой, И. Озеровой, Ю.Хазанова.
- Солнечный разлив. Нальчик, Эльбрус 1980. Перевод М. Петровых, Наума Гребнева, Л. Беринского, Б. Дубровина, Ю. Александрова, Л. Решетникова. 110 с.
- Шогенцуков А. Избранные произведения в 2 томах. М., 1981.
- Шогенцуков А. Всю ночь шёл дождь. М., 1991.
- Шогенцуков А. Всю ночь шёл дождь. М., 1991.
- Шогенцуков А. Пахарь и воин. Нальчик, Эльбрус, 1995.
- Адам Шогенцуков. Избранное. Нальчик, Эльбрус, 1999.
- Адам Шогенцуков. Жизнь и творчество. Нальчик, Эльбрус, 2006
- Адам Шогенцуков. Назову твоим именем. Свет в окне. Нальчик, Эльбрус, 2016.

## Награды и премии
- Орден Отечественной войны I степени (06.11.1985)[2]
- Орден Отечественной войны II степени (06.04.1985)[3]
- Орден Дружбы народов (12.09.1986)
- два ордена Трудового Красного Знамени
- Орден «Знак Почёта»
- Народный поэт Кабардино-Балкарской АССР (1969)
- Лауреат Государственной премии КБАССР